# Národní strana (1848)
Národní strana (později označována také jako staročeská) byla nejstarší politickou stranou v českých zemích. Vznikla roku 1848, po odštěpení Mladočechů roku 1874 však strana rychle ztrácela svůj politický vliv.

## Historie

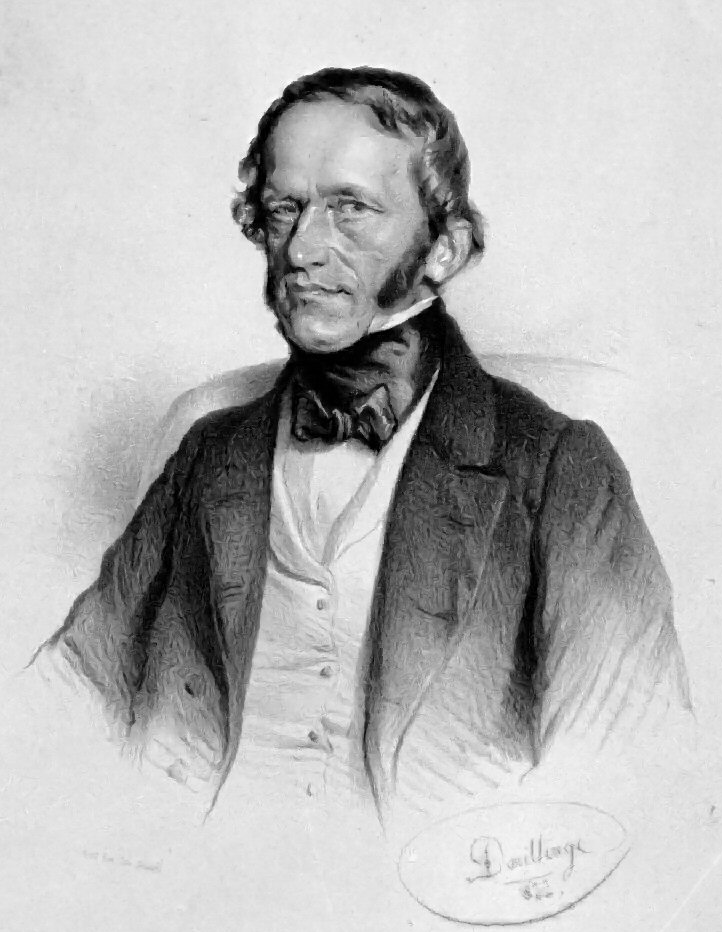
František Palacký (litografie, 1855)

Národní strana vznikla roku 1848 jako zájmové uskupení českých měšťanů, což činí tuto stranu nejstarší českou politickou stranou. Její politická aktivita se významněji rozvinula až po pádu Bachova absolutismu roku 1859. V rámci této strany se nacházela rozličná politická a ideová uskupení a strana držela pohromadě zejména díky svým liberálně konzervativním vůdcům (František Palacký, František Ladislav Rieger, Josef Kaizl, František August Brauner). Na Moravě fungovala svébytná Moravská národní strana založená Aloisem Pražákem.
K prvnímu rozkolu ve straně došlo roku 1861 kvůli postoji české šlechty k polskému povstání. Roku 1863 se strana rozdělila na staročeské a mladočeské křídlo. Spory pokračovaly až do roku 1874, kdy se od Národní strany odštěpila mladočeská Národní strana svobodomyslná.
Mezi lety 1863 a 1891 byla Národní strana částečně zastoupena v Říšské radě, kde byla do roku 1891 nejsilnější českou politickou stranou. Od roku 1872 do roku 1895 reprezentovali konzervativní měšťanstvo v českém zemském sněmu, pak byla strana činná především na komunální úrovni. Po neúspěchu jednání o česko-německém vyrovnání (punktace) a prohře ve volbách do Říšské rady v roce 1891 už Národní strana neměla větší vliv na českou politiku.

## Stranické noviny
- Národní listy (od 1863)
- Národ
- Národní pokrok
- Pokrok
- Politik
- Hlas národa

## Volební výsledky

### Říšská rada
| Volby | Hlasy  | Hlasy | Mandáty | Mandáty |
| Volby | Abs.   | %     | Abs.    | ±       |
| ----- | ------ | ----- | ------- | ------- |
| 1873  |        |       | 47/353  | ▲21     |
| 1879  |        |       | 28/353  | ▼19     |
| 1885  |        |       | 24/353  | ▼4      |
| 1891  | 20 402 | 6.7   | 2/353   | ▼22     |
| 1897  | 22 769 | 2.2   | 0/425   | ▼2      |
| 1901  | 42     | 0.0   | 0/425   | ▬0      |
| 1907  | 32 224 | 0.7   | 5/516   | ▲5      |
| 1911  | 9 872  | 0.2   | 1/516   | ▼4      |

### Český zemský sněm
| Volby      | Hlasy | Hlasy | Mandáty | Mandáty | Pozice |
| Volby      | Abs.  | %     | Abs.    | ±       | Pozice |
| ---------- | ----- | ----- | ------- | ------- | ------ |
| 1861       |       |       |         |         |        |
| 1867 (I)   |       |       |         |         |        |
| 1867 (III) |       |       | 86/241  |         | 1.     |
| 1870       |       |       | 85/241  | ▼1      | ▬1.    |
| 1872       |       |       | 77/241  | ▼8      | ▼2.    |
| 1878       |       |       | 69/241  | ▼8      | ▼3.    |
| 1883       |       |       | 71/242  | ▲2      | ▲1.    |
| 1889       |       |       | 58/242  | ▼13     | ▼2.    |
| 1895       | 4 177 | 4.8   | 3/242   | ▼55     | ▼5.    |
| 1901       | 3 818 | 1.6   | 6/242   | ▲3      | ▼8.    |
| 1908       | 5 549 | 1.4   | 4/242   | ▼2      | ▼10.   |